# Львівська духовна семінарія Святого Духа
Львівська духовна семінарія Святого Духа — генеральна духовна семінарія у Львові; вищий навчальний заклад УГКЦ.

## Історія
Семінарія у м. Львів заснована цісарем Йозефом II 30 серпня 1783 року. Мала назву «Генеральна духовна семінарія у Львові». Була призначена виховувати священників із Галичини, Закарпаття, Пряшівщини, Крижевецької єпархії (Югославія), Семигороду та Хорватії. Першим її ректором став пізніший галицький митрополит Антін Ангелович. В семінарії вивчали теологію. Його наступником чи одним з них був Іван Лаврівський (1773—1846). Під час навчання в семінарії Маркіяна Шашкевича (зокрема, 1836 року) ректором був Телеховський.
Світ
У жовтні 1848 року в будинках семінарії відбувся «Собор руських учених».
1929 року на базі семінарії створено Греко-Католицьку богословську академію зусиллями графа і митрополита Андрея Шептицького.
Святкове відкриття Генеральної Академії відбулося 6 жовтня 1929 року за участю Митрополита Андрея, а також Кир Никити Будки та єпископа-помічника Кир Івана Бучка. Це відбулося на вулиці Коперника, 36 у храмі Львівської Духовної Семінарії. Метою заснування Богословської Академії було утворення хоча б частини університету з метою підвищення рівня богословської науки. Початок Академії був важким, брак професорів розуміли і засновник і організатор Богословської Академії, тому був заснований лише Богословський факультет.
Ректором Богословської Академії став Йосиф Сліпий. Віце-ректором о. Олександр Малиновський. Викладачами були: о. проф. д-р Тит Мишковський (Біблійна історія Старого Завіту, граматика єврейської мови), о. д-р Василь Лаба (Біблійна герменевтика), о. д-р Гавриїл Костельник (логіка), о. д-р Спиридон Кархут (церковно-слов'янська мова), д-р Микола Чубатий (загальний просемінар), о. проф. д-р Йосип Сліпий (догматичне богослов'я), о. д-р Ігнатій Цегельський (моральне богослов'я), о. проф. д-р Теодосій Галущинський, ЧСВВ (Новий Завіт).  та інші. Серед новомучеників УГКЦ, які були викладачами Львівської Богословської Академії були о. д-р Андрій Іщак (догматика) і о. проф. д-р Микола Конрад, який став деканом філософського відділу факультету.
Серед найважливіших досягнень Академії було написання наукових праць, серед яких «Історія Духовної Семінарії» (о. д-р Йосип Сліпий, д-р Крип'якевич, д-р Січинський, о. д-р Гаджеґа, д-р Надраґа та проф. Андрухович), «Патрологія (Три томи) та герменевтика» (о. д-р Лаба), «Нарис історії стародавньої філософії» (3 частини), «Основні напрямки новітньої соціології» о. д-р Микола Конрад та інші.
У 1939 році з експансією Червоної Армії семінарію було закрито. Того ж року приміщення Львівської духовної семінарії, що на вул. Коперника стало власністю Львівського державного університету імені Івана Франка. Під час другої світової війни відновлена діяльність семінарії.

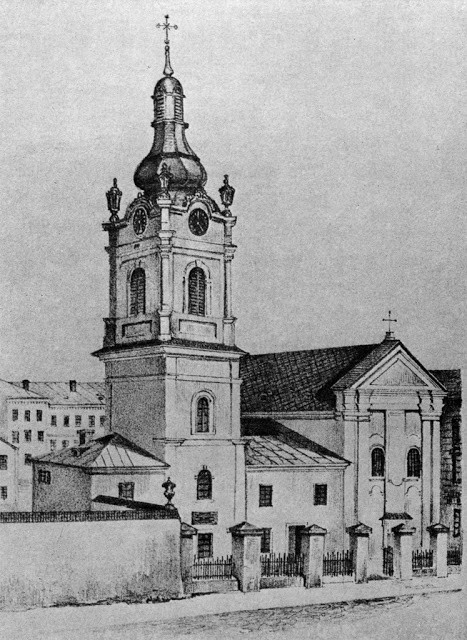
Семінарійна церква Святого Духа (гравюра XIX століття). На сьогоднішній день збереглася лише дзвіниця, у якій розмістився «Музей Русалки Дністрової», Львів, вул. Коперника, 36.

У 1945 році семінарію ліквідувано. Більшість її професорів-викладачів було заарештовано та заслано до концтаборів; приміщення, майно і бібліотеку академії конфісковано, а випускники та студенти семінарії розсіяні по всій території України та далеко за її межами. Семінарія існувала підпільно. Після отримання благословення єпископа на навчання семінарист щодня ходив на світську роботу, а вечорами у визначених місцях зустрічався з викладачем (задля безпеки навіть батькам семінарист не повідомляв про його навчання і священицькі свячення). Інші юнаки, які не мали можливості зустрітися з підпільною Церквою, а відчували покликання до священства, свій вишкіл відбували у легальних семінаріях РПЦ Московського Патріархату.
Наприкінці 1980-х — початку 1990-х років УГКЦ вийшла з підпілля. Деякі священики РПЦ із греко-католицького підпілля повернулися до лона Греко-Католицької Церкви. Потрібно було приміщення, де б виховувалися, навчалися майбутні ченці. Були навіть спроби повернути приміщення колишньої Львівської духовної семінарії Святого Духа, що розташоване на вул. Коперника у Львові, але усі спроби виявилися марними. Тоді повстало питання про інше місце. Була запропонована територія колишнього піонерського табору «Гранада», який знаходився у мальовничій лісовій місцевості на околиці селища Рудне. Так, у 1990 році Львівська духовна семінарія Святого Духа офіційно відновила свою діяльність на теренах Львівщини. Нині комплекс споруд семінарії складається з навчального корпусу; церкви-каплиці Святого Рівноапостольного князя Володимира, освячена 15 квітня 2000 року владикою Любомиром та декількох будівель господарського призначення.
З приходом на посаду ректора семінарії отця-доктора Богдана Праха, від 1999 року розпочалася праця над проєктуванням та будівництвом нового комплексу Духовно-освітнього центру УГКЦ безпосередньо у Львові. Міська влада виділила під це будівництво територію площею близько 17 га на вулиці Хуторівка (нинішній проспект Святого Івана Павла ІІ) у Львові. Посвячення ділянки під будівництво Богословського Центру відбулося у 2000 році. Починаючи від 2001 року розпочато проектування нової будівлі Львівської Духовної семінарії у Львові. Протягом 2001—2005 років, за проєктом групи архітекторів проектної фірми «Сенс-ПП», було збудовано новий комплекс споруд у складі корпусу Львівської Духовної семінарії, Богословсько-філософського факультету Українського католицького університету, господарського корпусу семінарії та будівлі студентату оо. Редемптористів на цій території. Посвячення новозбудованого комплексу Львівської Духовної Семінарії УГКЦ відбулося у серпні 2005 року за участі Патріярха Любомира (Гузара) та членів Синоду єпископів УГКЦ.
За реалізацію цього комплексу Указом Президента України № 569 про присудження Державних премій України в галузі архітектури 2008 року авторська група у складі керівника авторського колективу Дацишина Євгена Васильовича, автора ідеї Горалевича Юрія Володимировича, архітекторів Верхоли Юрія Володимировича, Стоцько Ростислава Зіновійовича, Хамара Олега Степановича, інженерів-будівельників Луціва Олексія Павловича, Філя Степана Михайловича, та почесного ректора Львівської Духовної Семінарії Святого Духа отця-доктора Праха Богдана Павловича була відзначена Державною премією України в галузі архітектури;

## Навчальна програма
Навчальна програма містить: катехитично-пасторальний, літургійно-теоретичний, літургійно-практичний вишкіл. Метою її є виховання кліриків УГКЦ. Аспекти формації клірика: людський, духовний, інтелектуальний та пасторальний.

## Ректори
- о. Антін Ангелович (1783—1784)[5]
- о. Михайло Щавницький (1784—1787)
- о. Антін Ангелович (1787—1796)
- о. Микола Скородинський (1796)
- о. Яків Лабчинський (1796)
- о. Микола Скородинський (1796—1797)
- о. Костянтин Сабатовський (1797—1806
- о. Іван Гарасевич (1807)
- о. Федір Фединкевич (1807—-1808)
- о. Федір Мохнацький (1808—1813)
- о. д-р Іван Лаврівський (1814—1820)
- о. Гавриїл Дубовицький (1820—1829)
- о. Семен Вислоцький (1829—1830)
- о. Стефан Теліховський (1832—1836)[6]
- о. д-р Венедикт Левицький (1836—1837)
- о. д-р Григорій Яхимович (1837—1841)
- о. Іван Бохенський (1842—1850)
- о. Іван Слимаковський (1850—1878)
- о. Володислав Бачинський (1878—1881)
- о. Олександр Бачинський (1883—1893)
- о. Лев Туркевич (1893—1902)
- о. д-р Григорій Хомишин (1902—1904)
- о. д-р Йосиф Жук (1904—1910)
- о. д-р Йосиф Боцян (1910—1920)
- о. д-р Теодосій Галущинський, ЧСВВ (1920—1926)
- о. д-р Йосиф Сліпий (1926—1944)
- о. д-р Іван Чорняк (1944—1945)

…
- єп. Филимон Курчаба, ЧНІ (1990—1991)
- єп. Юліан Вороновський, Студит (1991—1993)
- о. Степан Меньок, ЧНІ (1994—1998)
- о. д-р Богдан Прах (1998—2007)
- о. д-р Святослав Шевчук (2007—2008)
- о. Миколай Фредина (2009—2013)
- о. д-р Ігор Бойко (від 2013)[7]

## Світлини

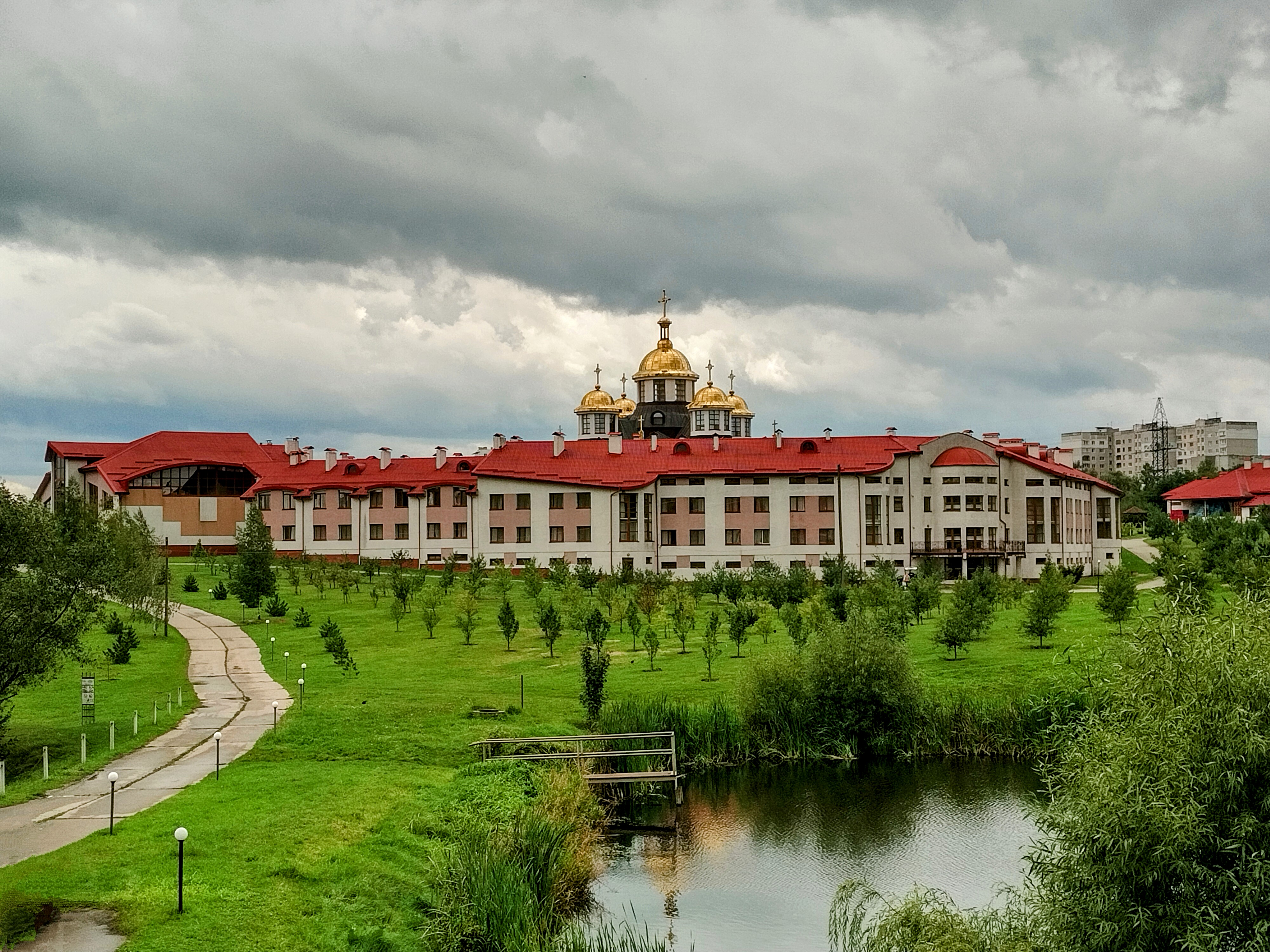
Панорамний вигляд від вул. Хортицької
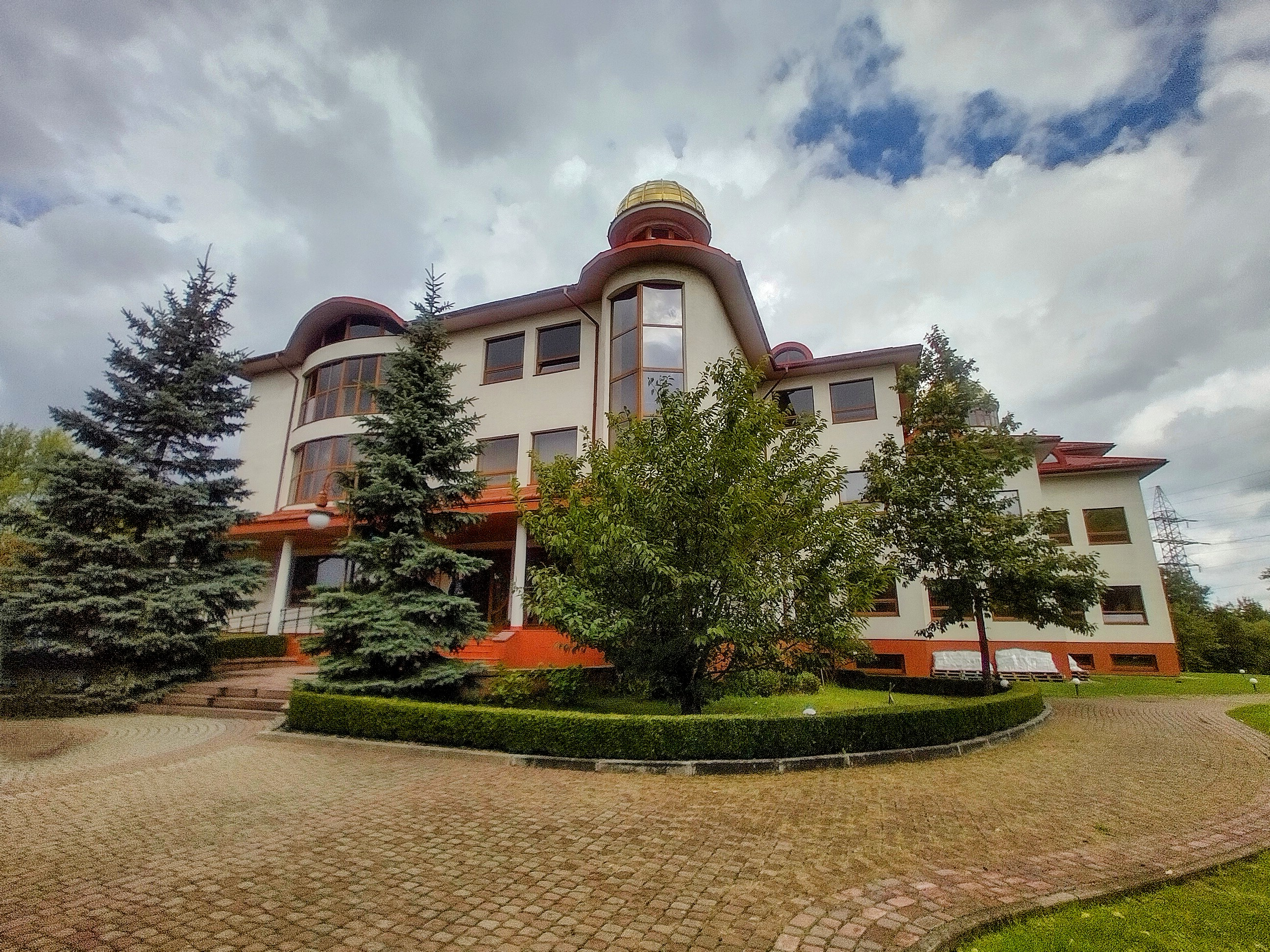
Філософсько-богословський факультет УКУ
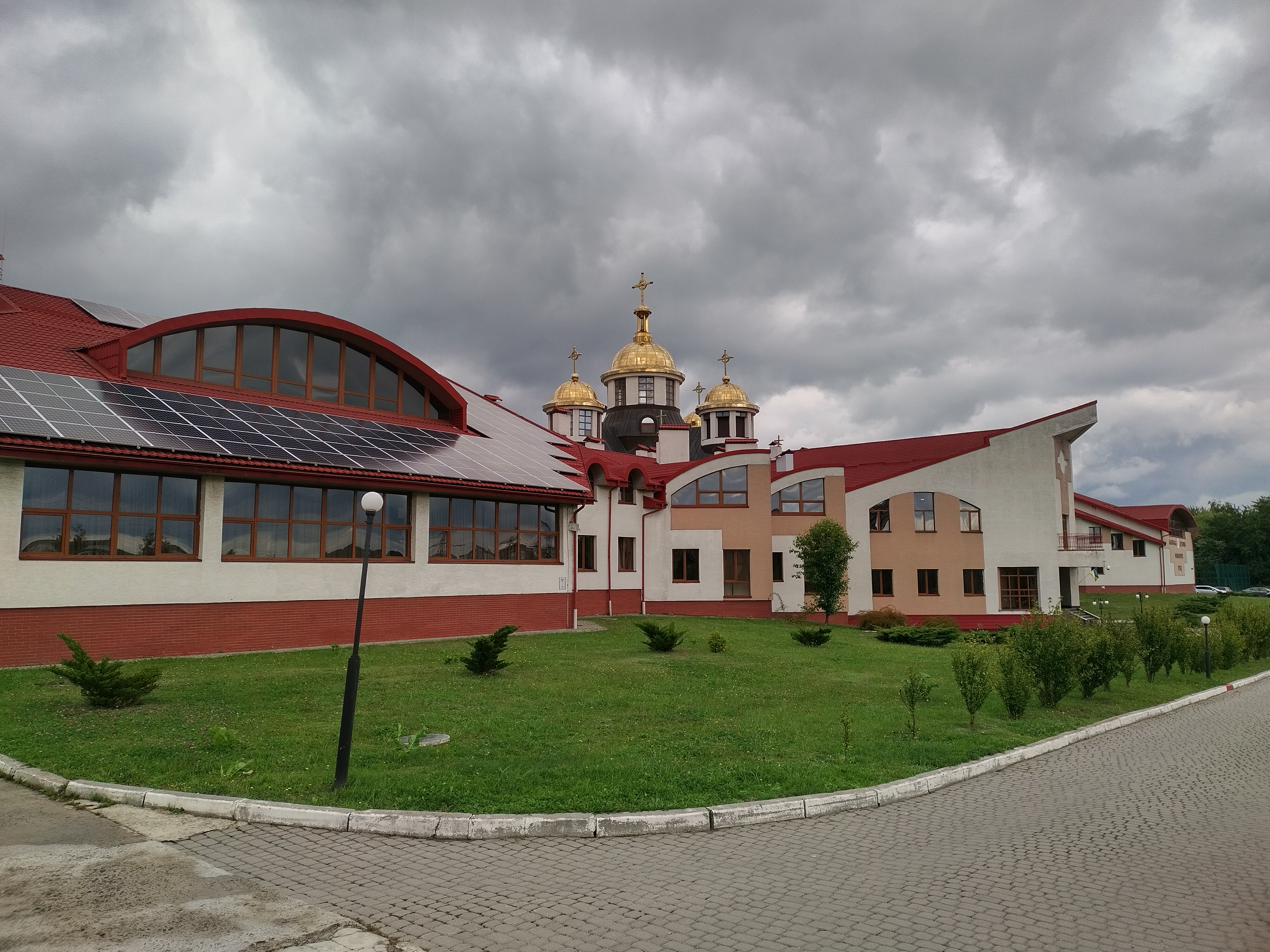
Храм Святого Духа